# Naty Menstrual
Naty Menstrual (Buenos Aires, 10 de noviembre de 1975) es una autora, poeta, performer y artista plástica travesti argentina.

## Comienzos
Nació en Buenos Aires, ciudad en la que estudió locución en el Instituto Superior de Enseñanza Radiofónica, lo que le permitió comenzar a trabajar en los medios de comunicación junto a figuras como Fernando Peña. A principios de los años 90 comenzó a travestirse y hacer espectáculos de poesía en bares del underground porteño. Llamó la atención de editores que le ofrecieron publicar sus cuentos y poemas. Así apareció su primer libro Batido de Trolo en 2005, conjunto de relatos y poemas reeditado en 2012, al que le siguió Continuadísimo en 2008 y Poesía recuperada en 2017.

## Carrera artística
La editora María Moreno dijo de ella: “Naty Menstrual escribe cuentos de una lujuria esperpéntica, pero matizada por la piedad tiernísima con que los mejores cronistas populares suelen envolver a sus criaturas”. Es continuamente comparada con otros escritores como Manuel Puig, Copi, Charles Bukowski, Pedro Lemebel o Truman Capote.  Ella, sin embargo, no se reconoce heredera de ninguna tradición. 
Ha colaborado con el suplemento Soy y Las 12 del diario Página 12 y fue parte del equipo de redacción de El Teje, primer periódico travesti latinoamericano, producido por el Centro Cultural Ricardo Rojas de la Universidad de Buenos Aires. Suele dar espectáculos de poesía en bares y teatros de Buenos Aires y el interior argentino.
En 2011 participó en la película Mía, de Javier Van de Couter y en 2015 protagonizó el cortometraje Huesitos de pollo, de Juan Manuel Ribelli. Es también diseñadora de ropa y artista plástica.

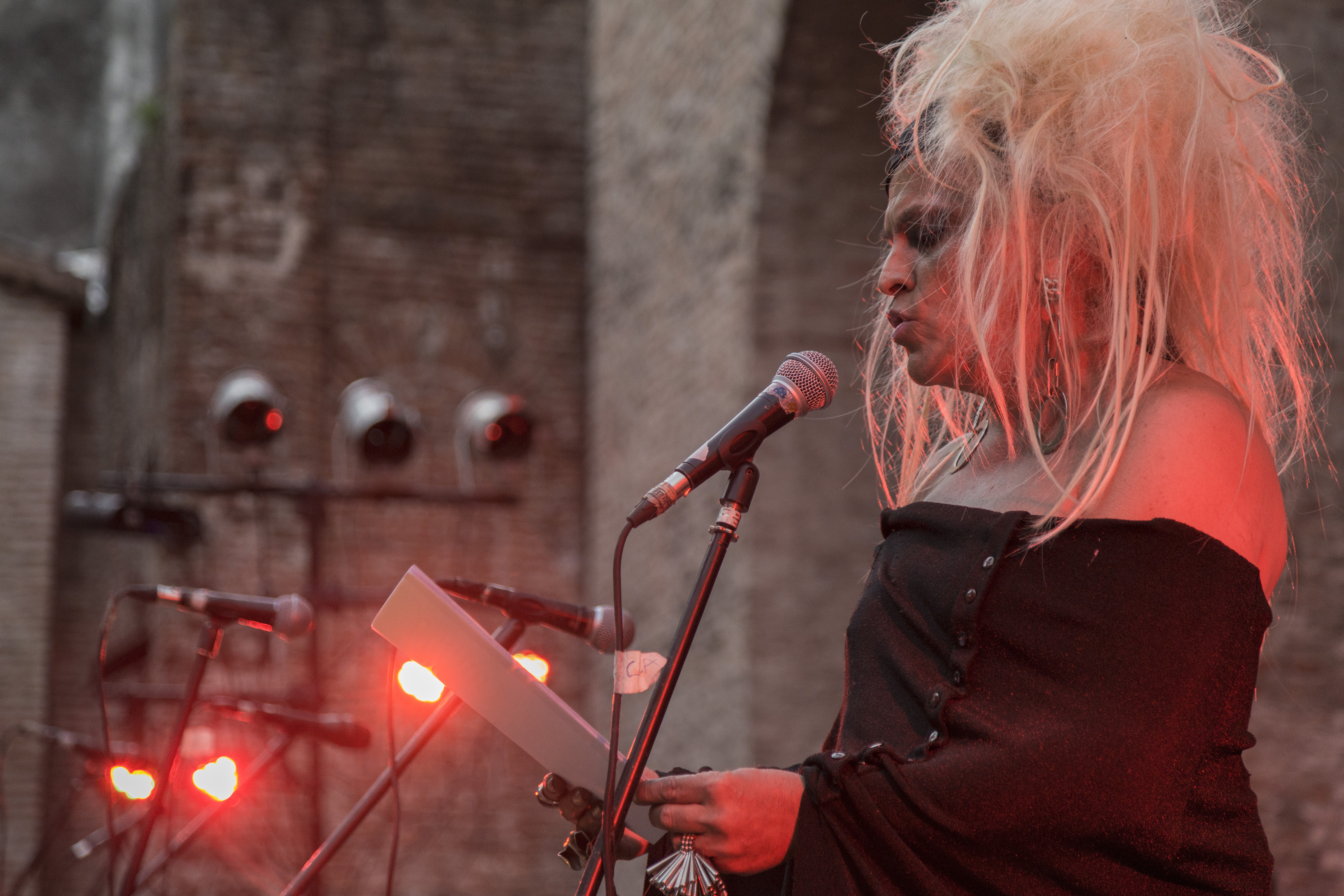
Naty participando del evento de La Manzana de las Luces de 2020, que celebra a quienes han luchado contra el HIV/Sida y honra la memoria de quienes ya no están.

En 2019 fue convocada para interpretar a Don Diego en "Siglo de Oro Trans - Don Gil de las calzas verdes" en la versión de Mariano Demaría del clásico de Tirso de Molina y dirigida por Pablo Maritano donde primeramente se estrenó en el Teatro Regio (Buenos Aires) para, luego, culminar una temporada exitosa en el Teatro Municipal General San Martín. Ambos teatros pertenecen al prestigioso y estatal Complejo Teatral de Buenos Aires.
Como locutora participó en la conducción del podcast del Archivo de la Memoria Trans, quienes lo produjeron junto a Futurock y el Centro Cultural Kirchner.
También se destaca como artista plástica, se presenta en la Feria de San Telmo todos los domingos donde vende sus obras e intervenciones en prendas de vestir y objetos varios; y tiene coleccionistas en Argentina y el extranjero.
Ha participado en charlas y conferencias en diferentes provincias argentinas así como también en el exterior como la Feria del libro de Bogotá, en 2019.
Con respecto a su estilo literario Naty Menstrual dice: 

Este tipo de literatura siempre se escribe desde los ojos de la travesti o de la prostituta. En general, yo hablo del hombre en mis textos. Naty Menstrual es una precursora, porque con su manera cruda, erótica y punzante de escribir transita nuevos carriles.
Naty Menstrual

## Literatura
- Batido de Trolo (Poesía, 2005)[9]
- Continuadísimo (cuentos, 2008)[10]
- Poesía recuperada (Poesía, 2017)[11]

## Teatro
- Siglo de Oro Trans: Don Gil de las calzas verdes
- La asamblea de las mujeres - Teatro Cervantes
- El Show de Naty Menstrual
- Marx nace  - Teatro Cervantes
- Cosecha de rebeldías